# Équipe cycliste Elevate-Webiplex
Elevate-Webiplex (officiellement Elevate-Webiplex Pro Cycling) est une équipe cycliste masculine américaine ayant le statut d'équipe continentale. Créée en 2011, elle a été active au niveau national jusqu'en 2015 puis a obtenu une licence d'équipe continentale en 2016.
En 2017, les équipes Elevate et KHS-Maxxis-JLVelo fusionnent. Désormais nommée Elevate-KHS, l'équipe est dirigée par Paul Abrahams, jusqu'alors propriétaire de KHS-Maxxis-JLVelo,

## Principales victoires

### Courses d'un jour
- Winston-Salem Cycling Classic : 2018 (Sam Bassetti), 2019 (Ulises Castillo)
- Delta Road Race : 2019 (Sam Bassetti)

### Courses par étapes
- Tour de Beauce : 2018 (James Piccoli)
- Tour de Gila : 2019 (James Piccoli)

### Championnats nationaux
- Championnats du Mexique sur route : 1
  - Course en ligne : 2020 (Ulises Castillo)

## Classements UCI
L'équipe participe aux épreuves des circuits continentaux et principalement les courses du calendrier de l'UCI America Tour. Le tableau ci-dessous présente les classements de l'équipe sur ce circuit, ainsi que son meilleur coureur au classement individuel. 
UCI America Tour
| Saison | Classement par équipes | Meilleur coureur au classement individuel |
| ------ | ---------------------- | ----------------------------------------- |
| 2016   | 36e                    | Joseph Schmalz (212e)                     |
| 2017   | 24e                    | James Piccoli (52e)                       |
| 2018   | 3e                     | James Piccoli (17e)                       |
| 2019   | 6e                     | James Piccoli (14e)                       |
| 2020   | 5e                     | Ulises Castillo (37e)                     |
| 2021   | 16e                    | Adam Roberge (152e)                       |

L'équipe est également classée au Classement mondial UCI qui prend en compte toutes les épreuves UCI et concerne toutes les équipes UCI.
| Saison | Classement par équipes | Meilleur coureur au classement individuel |
| ------ | ---------------------- | ----------------------------------------- |
| 2016   | -                      | Joseph Schmalz (156e)                     |
| 2017   | -                      | James Piccoli (933e)                      |
| 2018   | -                      | James Piccoli (535e)                      |
| 2019   | 66e                    | James Piccoli (165e)                      |
| 2020   | 91e                    | Ulises Castillo (546e)                    |
| 2021   | 147e                   | Adam Roberge (1078e)                      |

## Elevate-Webiplex Pro Cycling en 2021[4]
| Cycliste            | Date de naissance | Nationalité | Équipe 2020                  |  |
| ------------------- | ----------------- | ----------- | ---------------------------- |  |
| Samuel Bassetti     | 2 avril 1991      | États-Unis  | Elevate-Webiplex Pro Cycling |  |
| Jordan Cheyne       | 2 octobre 1991    | Canada      | Elevate-Webiplex Pro Cycling |  |
| Tyrel Fuchs         | 16 juin 1999      | États-Unis  |                              |  |
| Gavin Hoover        | 12 juillet 1997   | États-Unis  | Elevate-Webiplex Pro Cycling |  |
| Eddy Huntsman       | 16 mai 2002       | États-Unis  |                              |  |
| Eli Husted          | 5 mai 2002        | États-Unis  |                              |  |
| Adam Roberge        | 27 mars 1997      | Canada      | Elevate-Webiplex Pro Cycling |  |
| Alfredo Rodríguez   | 19 mai 1997       | Mexique     | Elevate-Webiplex Pro Cycling |  |
| Fabrizio Von Nacher | 28 juillet 1993   | Mexique     |                              |  |
| Eric Young          | 26 février 1989   | États-Unis  | Elevate-Webiplex Pro Cycling |  |